# Charles Andler

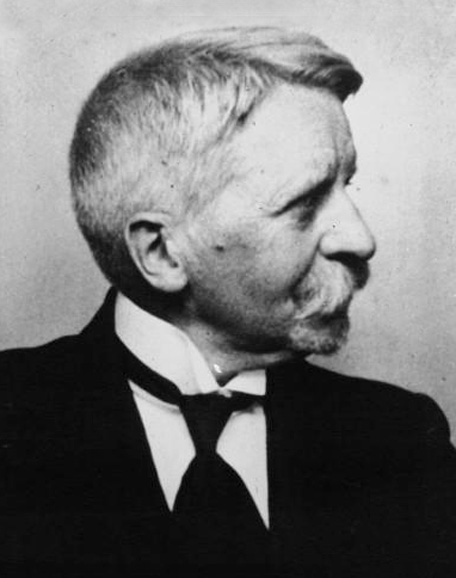
Charles Andler

Charles Philippe Théodore Andler (* 11. März 1866 in Straßburg; † 1. April 1933 in Malesherbes, Département Loiret) war ein französischer Germanist und Professor am Collège de France und an der Sorbonne.

## Leben

### Jugend und Studium

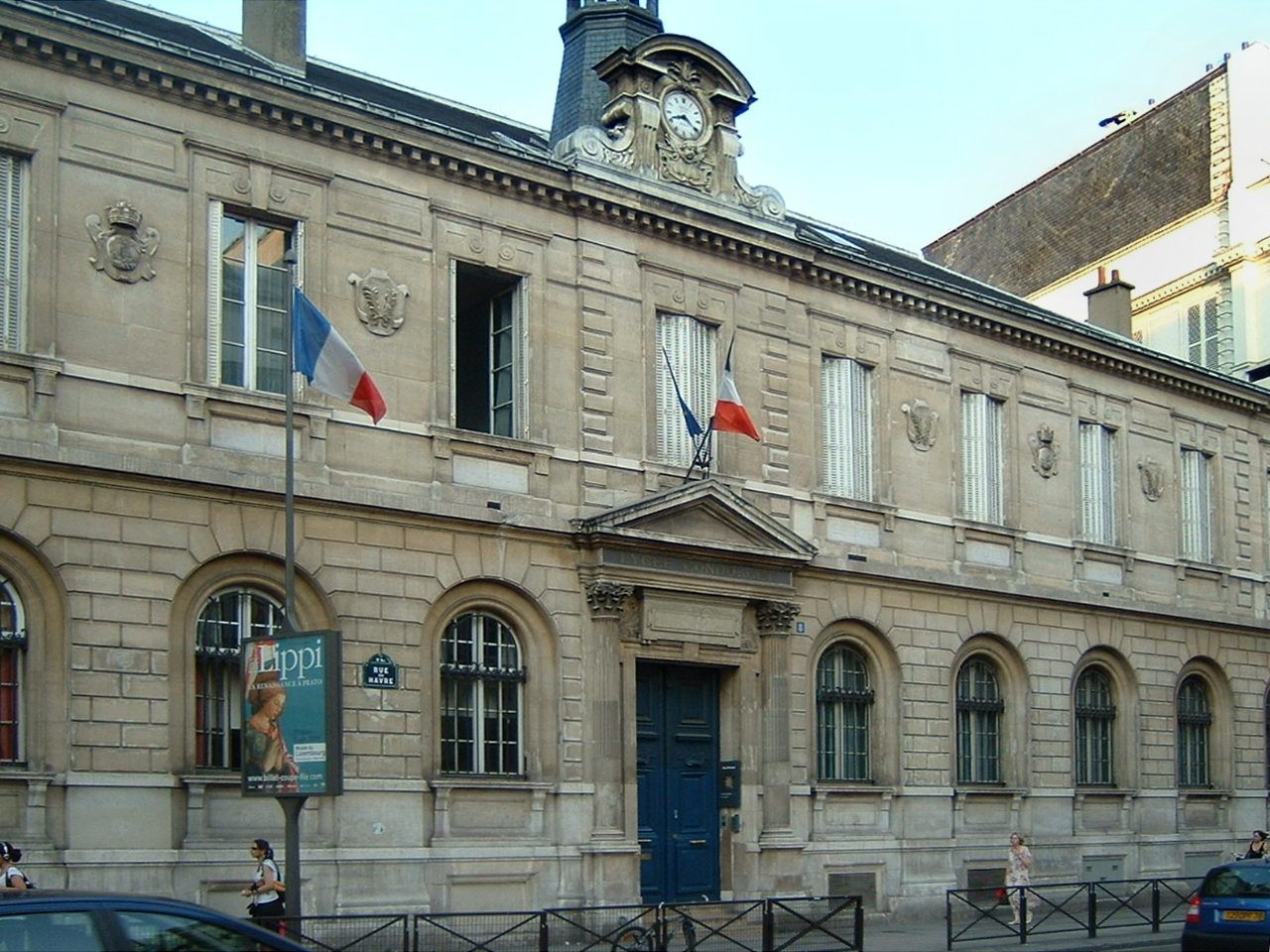
Lycée Condorcet

Charles Andler wurde in eine ziemlich wohlhabende elsässische Familie geboren: sein Vater Philippe Andler, Professor der Pharmazie, war Gründer einer Fabrik für Chemieerzeugnisse und seine Mutter Sophie Herrenschmidt war Lehrerin. Bis 1879 besuchte er das deutsche Gymnasium in Straßburg. Zum großen Bedauern seiner Straßburger Lehrer schickte der Vater den begabten Schüler dann aber für zwei Jahre auf ein Internat in Gray, Département Haute-Saône. Anschließend wechselte Andler auf das Lycée Hoche in Versailles, wo er 1882 sein baccalauréat ès lettres ablegte. Bis 1883 besuchte er zunächst noch im Lycée Hoche, dann im Lycée Condorcet in Paris die Vorbereitungsklasse für die Aufnahme an der École normale supérieure.
Andler studierte an der École normale supérieure Philosophie, zunächst bei Émile Boutroux und dann von 1884 bis 1887 bei Léon Ollé-Laprune. Nachdem er 1885 bereits seine Licence erhalten hatte, setzte er ab 1888 seine Studien an der Sorbonne bei dem Soziologen André Lichtenberger und dem Mediävisten Albert Lange fort. Von September bis Oktober 1888 hatte er eine erste Lehrerstelle am Lycée in Montauban, die er aus gesundheitlichen Gründen jedoch bald wieder aufgeben musste. Er strebte ursprünglich eine Karriere als Philosophie-Professor an, wurde aber schließlich 1889 agrégé im Fach Deutsch, nachdem er wegen Meinungsverschiedenheiten mit den Prüfern über Fragen der deutschen Philosophie zweimal bei der agrégation im Fach Philosophie durchgefallen war. Ab 1889 hielt sich Andler dann für zwei Jahre in Berlin auf, wo er den Germanisten und Literaturwissenschaftler Erich Schmidt kennenlernte und Vorlesungen bei Heinrich von Treitschke hörte. Nach Frankreich zurückgekehrt, heiratete Andler im Oktober 1895 Elisabeth Schmidt, die Tochter eines elsässischen Pastors, Enkelin von Charles Schmidt, Professor der Theologie in Straßburg, und Schwester des Archivars Charles Schmidt. 1897 legte er in Paris seine Doktorarbeit (thèse) unter dem Titel Les origines du socialisme d’État en Allemagne (Die Ursprünge des Staatssozialismus in Deutschland) vor. Anlässlich eines Studienaufenthalts in London traf er im Sommer 1891 mit Friedrich Engels zusammen und diskutierte mit ihm die Thesen seiner Dissertation.
Andler nahm auch zur Dreyfus-Affäre Stellung, die Frankreich aufwühlte. Am 15. Januar 1898 veröffentlichte Le Temps eine von Andler mitunterzeichnete Petition, in der die Revision des Fehlurteils gegen Alfred Dreyfus gefordert wurde. Getragen war diese Petition von Émile Zola und vielen bekannten Persönlichkeiten aus verschiedenen Bereichen.

### Hochschullehrer
Von 1891 bis 1893 unterrichtete Andler Deutsch am Lycée (Gymnasium) in Nancy. Ab 1893 hatte er als Nachfolger von Arthur Chuquet als Leiter des Bereichs Deutsch an der École normale supérieure seine erste Stelle als Hochschullehrer. Von 1895 bis 1897 hielt er Vorlesungen am neugegründeten Collège libre des sciences sociales in Paris, von 1897 bis 1901 war er Stellvertreter von Ernest Lichtenberger und Lehrbeauftragter an der Faculté des lettres in Paris.
1889 trat Andler in den Parti ouvrier socialiste révolutionnaire (PSOR) unter Jean Allemane ein. Mit seinem Freund Lucien Herr, dem Bibliothekar der École normale supérieure, gründete er 1899 in Paris die École socialiste mit dem Ziel, die Theorie der sozialistischen Bewegung allgemein zu vermitteln, und die Groupe de l’unité socialiste. Ebenfalls zusammen mit Lucien Herr leitete er die Société nouvelle de librairie et d’édition, die für die reformistischen Ideen von Jean Jaurès eintrat.  Sein zunehmendes Interesse am Sozialismus fand 1901 seinen Ausdruck in der Übersetzung des Manifests der Kommunistischen Partei von Karl Marx und Friedrich Engels ins Französische.
Seit 1901 vertrat Andler das Fach Deutsch an der geisteswissenschaftlichen Fakultät (faculté des lettres) an der Pariser Sorbonne. Drei Jahre später wurde er dort Studiendirektor für lebende Sprachen. 1904 reiste er zu einem Treffen mit Elisabeth Förster-Nietzsche, der Schwester des  Philosophen Friedrich Nietzsche, nach Weimar, um  von ihr Material für seine Forschungen über Nietzsche zu erhalten. 1905 trat er in die Section française de l’Internationale ouvrière (SFIO) ein, der er bis 1920 angehörte. 1906 wurde er zum Assistenzprofessor ernannt. Im Bestreben, das Wissen der Franzosen über das zeitgenössische Deutschland zu verbessern, veröffentlichte er 1905 ein Lehrbuch für Oberstufen-Klassen unter dem Titel Das moderne Deutschland in kulturhistorischen Darstellungen. Im September 1907 reiste er nach Basel, um sich mit dem Theologen Carl Albrecht Bernoulli, einem Kenner von Nietzsches Werk, auszutauschen.
Im April 1908 reiste er mit seinen Studenten nach Berlin, wo er zwei Vorträge hielt, unter anderem an der Technischen Hochschule Charlottenburg. Diese Reise führte in Frankreich zu heftigen politischen Auseinandersetzungen. Die Action française eröffnete eine Verleumdungskampagne gegen Andler. Maurice Barrès beschimpfte ihn als „humanitären Anarchisten“ und die Boulevardpresse verdächtigte ihn, Geld aus deutschen Geheimfonds zu beziehen. Im selben Jahr wurde Andler zum Professor für deutsche Sprache und Literatur an der Universität Paris ernannt, wo er Vorlesungen über die Werke der deutschen Romantiker, über Goethe, Heine und Nietzsche hielt. 1923 wurde er Nachfolger von Ernest Lichtenberger. Ab 1910 hielt er Vorlesungen an der École socialiste de Paris sowie an der 1899 von Émile Durkheim gegründeten École des Hautes Etudes Sociales. Andler blieb stets sozialphilosophisch interessiert und war maßgeblich daran beteiligt, dass am Collège de France ein Lehrstuhl für Soziologie eingerichtet wurde.
Während des Ersten Weltkriegs beteiligte Andler sich an einem Forschungsprojekt zum Pangermanismus, auch um die Bemühungen um den Kriegseintritt der USA auf Seiten der Alliierten propagandistisch zu unterstützen. Die Ergebnisse seiner Forschungen wurden in vier Bänden zwischen 1914 und 1916 veröffentlicht. Den Pangermanismus führte Andler auf die Zeit der deutschen Opposition gegen die Französische Revolution zurück und er stellte ihn in seinen kontinentaleuropäischen, kolonialen und philosophischen Plänen und Auswirkungen dar. 1917 gründete Andler die Ligue Républicaine d’Alsace-Lorraine, um die nach einer Niederlage Deutschlands erwartete Wiedereingliederung von Elsaß-Lothringen in die französische Republik vorzubereiten. 1918 war er zusammen mit anderen französischen Hochschullehrern an der Neuorganisation der bis dahin deutschen Universität Straßburg beteiligt. Von Dezember 1918 bis Februar 1920 gehörte er dem Conseil d’Alsace-Lorraine an. 1926 erhielt er als Nachfolger von Arthur Chuquet den Lehrstuhl für germanische Sprachen und Literaturen am Collège de France. Diese Position hatte er bis zu seinem Tod 1933 inne.

## Gründervater der modernen französischen Germanistik
Die französische Germanistik war zu Beginn des 20. Jahrhunderts noch stark geprägt vom deutsch-französischen Gegensatz in der Folge des Deutsch-Französischen Krieges 1870/71. Andler gilt als einer der Gründerväter der modernen französischen Germanistik, seine Ernennung zum Professor 1904 als die Geburtsstunde der universitären Germanistik in Frankreich. Zu Charles Andlers zahlreichen Schülern gehörten u. a. die renommierten französischen Germanisten Félix Bertaux, Geneviève Bianquis, Maurice Cahen, Ernest Tonnelat, Edmond Vermeil, Robert Minder und Jean Fourquet sowie der Schriftsteller Jean Giraudoux und der Politiker Albert Thomas.
Andlers Privatbibliothek bildet gemeinsam mit der seines Kollegen Henri Lichtenberger den Grundstock für die germanistische Sammlung der Bibliothèque Malesherbes.

## Schriften
- Les Origines du socialisme d’État en Allemagne (thèse de doctorat). Alcan, Paris 1897
- Le Prince de Bismarck. Bellais, Paris 1899
- Étude critique sur les relations d’Érasme et de Luther. Alcan, Paris 1909
- La civilisation socialiste. Rivière, Paris 1911 (Neuausgabe bei Le Bord de l’eau, Lormont 2010. ISBN 2-35687-044-X)
- Le Socialisme impérialiste dans l’Allemagne contemporaine, dossier d’une polémique avec Jean Jaurès (1912–1913). Bossard, Paris 1918
- Le Pangermanisme, ses plans d’expansion allemande dans le monde (Etudes et documents sur la guerre). Paris 1915
- Les Usages de la guerre et la doctrine de l’État-major allemand. Alcan, Paris 1915
- La Décomposition politique du socialisme allemand, 1914–1919. Bossard, Paris 1919 (Neuausgabe bei Nouvelles Editions Latines (nel), Paris 2010, ISBN 978-2-7233-9695-0)
- Nietzsche, sa vie et sa pensée (6 Bände). Bossard, Paris 1920–1931 (3-bändige Neuausgabe bei Gallimard, Paris 1979)
- L’Humanisme travailliste. Essais de pédagogie sociale. Bibliothèque de la „Civilisation française“, Paris 1927
- Vie de Lucien Herr, 1864–1926. Rieder, Paris 1932 (Neuauflage bei Maspéro, Paris 1977)
- La Poésie de Heine. I.A.C., Lyon u. a. 1948

Übersetzungen:
- Emmanuel Kant: Premiers principes métaphysiques de la science de la nature, traduits pour la première fois en français, et accompagnés d’une introduction sur la philosophie de la nature dans Kant (gemeinsam mit Édouard Chavannes). Alcan, Paris 1891
- Karl Marx et Friedrich Engels: Le Manifeste communiste. Rieder, Paris 1901
- Diverse: Le Pangermanisme continental sous Guillaume II (de 1888 à 1914). Conard, Paris 1915

Briefwechsel:
- Antoinette Blum (Hrsg.): Correspondance entre Charles Andler et Lucien Herr: 1891–1926. Presses de l’École normale supérieure, Paris 1992, ISBN 2-7288-0180-0